# Corrente della Corea orientale

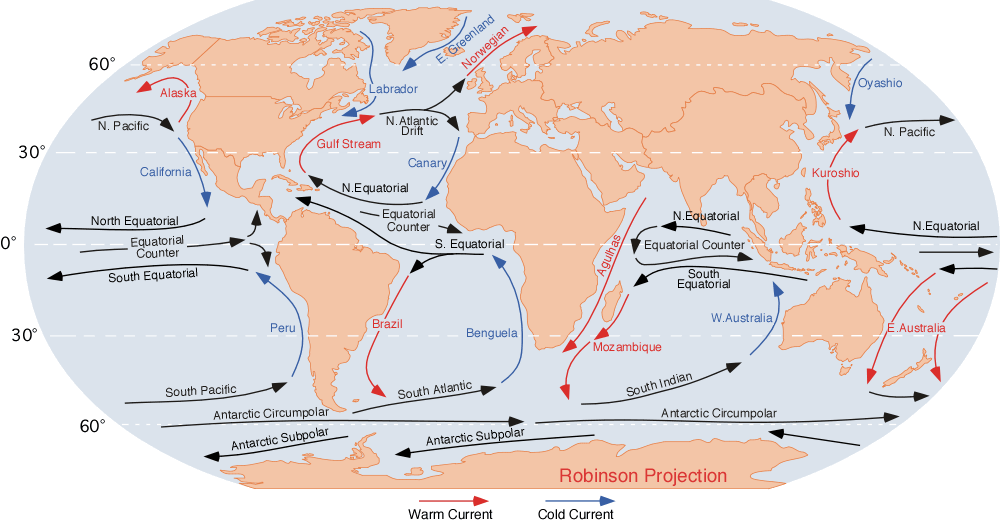
Le principali correnti oceaniche

La corrente della Corea orientale è una corrente oceanica di acqua calda presente nel Mar del Giappone. Si dirama dalla corrente di Tsushima al limite orientale dello stretto di Corea e fluisce in direzione nord lungo la costa sudorientale della Penisola coreana.  
Alla latitudine tra 36° 38° N, incontra la corrente della Corea del Nord e vira verso sudest verso il mare aperto. Il confine tra le due correnti fluttua nel corso dell'anno, creando grandi vortici. Il flusso prosegue poi in direzione nordest e la corrente della Corea orientale va infine ad unirsi alla corrente di Tsushima.